# Bonnie Blair
Bonnie Kathleen Blair (Cornwall, 18 de marzo de 1964) es una deportista estadounidense que compitió en patinaje de velocidad sobre hielo. 
Participó en cuatro Juegos Olímpicos de Invierno, entre los años 1984 y 1994, obteniendo en total seis medallas: dos en Calgary 1988, oro en 500 m y bronce en 1000 m, dos de oro en Albertville 1992, en 500 m y 1000 m, y dos de oro en Lillehammer 1994, en 500 m y 1000 m.
Ganó nueve medallas en el Campeonato Mundial de Patinaje de Velocidad sobre Hielo en Distancia Corta entre los años 1986 y 1995.

## Primeros años y educación
Blair nació en Cornwall (Nueva York), hija de Charlie y Eleanor Blair. Era la menor de seis hermanos. Su madrina es la patinadora de velocidad canadiense Cathy Priestner. La familia se trasladó a Champaign, Illinois, cuando Bonnie era pequeña. Bonnie, que ya era una afición para sus hermanos, probó por primera vez el patinaje a los dos años. Participó en su primera competición de patinaje a los cuatro años. A los 7 años, Blair ganó su grupo de edad en el Campeonato de Patinaje de Velocidad de Illinois. Estudió en la Jefferson Middle School y más tarde en la Centennial High School de Champaign Además de patinar, Blair era animadora y miembro del consejo estudiantil.
No fue hasta 1979, cuando la medallista olímpica Cathy Priestner Faminow se convirtió en la entrenadora de Blair, cuando ésta cambió el estilo de patinaje en grupo por el patinaje de velocidad en pista larga, en el que los patinadores compiten por conseguir el tiempo más rápido. A los 15 años, Blair hizo una prueba para el equipo nacional, consiguiendo una plaza en su primer intento. Al centrarse cada vez más en los Juegos Olímpicos de 1984, Blair se fue a entrenar a Europa. Para financiar los gastos del entrenamiento en Europa, la Asociación Benéfica de Policías de Champaign comenzó a patrocinar algunos de Blair. Terminó el bachillerato a distancia en 1982. Se trasladó a la zona de Milwaukee para entrenar con el equipo nacional de patinaje de velocidad de Estados Unidos, viviendo con un amigo de su familia mientras entrenaba. Blair asistió a clases en el Parkland College, aunque las clases universitarias eran menos prioritarias que el entrenamiento y no obtuvo ningún licenciatura.

## Carrera profesional

### Primeros años de carrera y primeros Juegos Olímpicos (1984-1986)
Blair debutó en competición internacional en los Campeonatos del Mundo de velocidad de 1984, donde quedó en décimo lugar. Ese mismo año, Blair participó en sus primeros Juegos Olímpicos a la edad de 19 años en Sarajevo. Blair no había sido considerada una favorita y más tarde recordó que estaba contenta simplemente por estar en los Juegos y ver a su familia en las gradas No consiguió medalla y terminó octava en los 500 metros. Estados Unidos no ganó ninguna medalla en patinaje de velocidad en los Juegos Olímpicos de 1984. Después de los Juegos Olímpicos de 1984, Blair trabajó estrechamente con el entrenador Mike Crowe para mejorar sus habilidades de patinaje y competir con las poderosas patinadoras de Alemania Oriental.
Una buena actuación en los Campeonatos métricos de la Asociación Internacional de Patinaje de Estados Unidos, celebrados en West Allis, Wisconsin, le valió a Blair una plaza en el equipo de velocidad femenino de pista larga de EE. UU. para los Campeonatos del Mundo de 1985. Blair ganó tanto los 500 metros como los 1.500 metros en la prueba de West Allis, y fue considerada una de las medallistas más fuertes del equipo estadounidense. En el circuito de la Copa del Mundo de 1985-1986, Blair terminó cuarta en cuatro distancias: 500 metros, 1.000 metros y 1.500 metros. En mayo de 1985, en un momento en el que el patinaje de velocidad estadounidense carecía de unidad, la Asociación Internacional de Patinaje de Velocidad de Estados Unidos sustituyó a Dianne Holum, entrenadora del equipo nacional, por Mike Crowe.
Durante este tiempo, Blair entrenó tanto en pista corta como en pista larga. Blair ganó pruebas en los campeonatos mundiales de pista corta de 1984, 1985 y 1986 y fue campeona mundial absoluta de pista corta en 1986.

### Ascenso y medallista olímpica (1987-1989)
A principios de 1987, Blair se proclamó campeona de la Copa del Mundo de 500 y 1.000 metros. A continuación, estableció su primer récord del mundo de 500 metros con un tiempo de 39,43 segundos. Blair también demostró que podía ganar a la campeona mundial de Alemania del Este Karin Enke en competición directa cara a cara. Aunque Blair era diez centímetros más baja que Enke-Kania, su técnica y su rapidez en la salida la convertían en una competidora formidable. Blair mantuvo el récord mundial de 500 metros hasta diciembre de 1987, cuando Christa Rothenburger batió su tiempo en la Copa del Mundo. Blair, aquejada de tos y resfriado, terminó segunda en la prueba. En total, Blair ganó 4 de las 18 medallas femeninas de la Copa del Mundo de 1987; las patinadoras de Alemania Oriental, incluida Rothenburger, ganaron 13.
En las pruebas de patinaje de velocidad de Estados Unidos para los Juegos Olímpicos de Invierno de 1988, celebradas en diciembre de 1987, Blair lideró la clasificación femenina en las pruebas de 500, 1.000 y 1.500 metros, lo que le aseguró un puesto en el equipo olímpico estadounidense, tal y como se esperaba. Blair era considerada una competidora más fuerte en las distancias más cortas, donde se la veía como la mejor oportunidad de Estados Unidos para conseguir una medalla de oro en patinaje de velocidad. El hecho de que el patinaje de velocidad estadounidense no ganara ni una sola medalla en los Juegos Olímpicos de 1984 aumentó la presión y la atención centrada en Blair de cara a los Juegos de 1988.
Blair acudió a los Juegos Olímpicos de Invierno de 1988 en Calgary, Alberta, donde su primera prueba fueron los 500 metros. Rothenburger patinó en primer lugar, estableciendo un nuevo récord mundial. Blair respondió al desafío con su mejor salida de todos los tiempos en los 500 metros, ganando la medalla de oro en un tiempo récord mundial de 39,10 segundos. En su segunda prueba de los juegos, Blair consiguió una marca personal y estableció brevemente un récord olímpico en los 1.000 metros. Dos competidoras de Blair, que patinaron después de ella, batieron posteriormente su tiempo, por lo que Blair ganó el bronce en los 1.000 metros. La tercera y última prueba de Blair en los Juegos Olímpicos de Invierno de 1988 fueron los 1.500 metros, en los que quedó cuarta. Los amigos de la familia de Blair en las gradas, conocidos cariñosamente como la "Blair Bunch", se convirtieron en un elemento básico de su carrera competitiva. Para finalizar los juegos, Blair fue elegida para portar la bandera estadounidense en las ceremonias de clausura.
A pesar de su éxito en las Olimpiadas de 1988, Blair no obtuvo ganancias inesperadas de los patrocinios,. lo que le impidió obtener más publicidad fue tanto su elección de deportes, que se consideraban menos comerciales, como la cobertura de los Juegos por parte de la ABC, que no caló entre los telespectadores. Blair también se tomó un descanso del patinaje y se matriculó en la Universidad Tecnológica de Montana. Se saltó las dos primeras pruebas de la Copa del Mundo de 1989. y volvió a competir más tarde y ganó los Campeonatos del Mundo de Velocidad de 1989, celebrados en Heerenveen (Países Bajos). Se saltó las dos primeras pruebas de la Copa del Mundo de la temporada de 1989[28]. Blair volvió a competir más tarde en la temporada y ganó el Campeonato del Mundo de Velocidad de 1989 celebrado en Heerenveen, Países Bajos[28]. En el evento, Blair ganó los 500 metros dos veces y terminó tercera y segunda en dos carreras de 100 metros para una victoria general. La victoria convirtió a Blair en la primera mujer estadounidense en ganar un campeonato del mundo de velocidad en casi una década.
Tras los Juegos Olímpicos de 1988, Blair también probó el ciclismo en pista, y fue entrenada por la ex patinadora de velocidad y campeona mundial de ciclismo Connie Paraskevin. El ciclismo pasó a formar parte del entrenamiento de patinaje de velocidad de Blair, ya que ambos deportes utilizaban los mismos grupos musculares. Debutó en el ciclismo de competición en junio de 1989 en el Sundance Juice Sparkler Grand Prix. Tras quedar cuarta en los Nacionales de Estados Unidos y perder la oportunidad de competir en los Campeonatos del Mundo, Blair optó por abandonar el ciclismo de competición y centrarse únicamente en el patinaje de velocidad.: 44 

### Repite oro olímpico (1990-1992)
La temporada 1990-1991 tuvo contratiempos para Blair. Contrajo una grave bronquitis que afectó a su respiración.: 44  El problema respiratorio persistió durante los Campeonatos del Mundo de velocidad de 1991, en los que terminó quinta.: 44  La confianza en el entrenador Crowe había disminuido en el periodo previo a los Juegos Olímpicos de 1988, por lo que Blair ayudó a reclutar a Peter Mueller para entrenar al equipo estadounidense. El cambio de entrenador se produjo diez meses antes de los Juegos Olímpicos de 1992. Entrenando con Mueller en el verano anterior a las Olimpiadas, Blair recuperó su nivel competitivo.: 44 
Blair volvió a competir en las Olimpiadas de 1992, esta vez en Albertville, Francia. Aunque había ganado la medalla de oro en las Olimpiadas anteriores, Blair consideraba que su pequeña estatura la convertía en una no favorita frente a competidoras mucho más grandes de Alemania del Este. Blair volvió a ganar la medalla de oro en los 500 metros, convirtiéndose en la primera mujer en ganar la prueba en Olimpiadas consecutivas, con un tiempo de 40,33 segundos. Su tiempo fue más lento que el de Calgary, que estableció un récord, pero en Albertville se corrió al aire libre, por lo que las condiciones eran menos propicias para el patinaje de velocidad. La segunda clasificada, la china Ye Qiaobo, afirmó haber sido ralentizada por un cruce incorrecto de otra patinadora. Aunque Ye alegó que el cruce le había costado el oro, el árbitro rechazó la protesta de China. Blair dedicó su medalla de oro a su padre, Charlie, que había fallecido de cáncer de pulmón dos años antes. Charlie había soñado con que Bonnie se convirtiera en patinadora de velocidad olímpica.
En su segunda prueba, los 1.500 metros, Blair terminó 21.ª Esta posición se debió en parte a la estrategia de su entrenador, Peter Mueller, quien le dijo a Blair que le daría una señal para que fuera por inercia si creía que no estaba en condiciones de subir al podio, lo que le permitiría conservar energía. Cuando Blair se acercaba a los 400 metros finales, Mueller le dio la señal. Blair ganó su segundo oro de los Juegos Olímpicos de 1992 en los 1.000 metros (1:21.90). Su tiempo fue sólo 0,02 segundos más rápido que el de Ye. El oro de Blair la convirtió en la mujer estadounidense más condecorada en los Juegos Olímpicos de Invierno de todos los tiempos.
Su éxito en los Juegos Olímpicos de 1992 hizo que Blair recibiera más atención. Fue portada de la revista Sports Illustrated y también empezó a conseguir más patrocinios, entre ellos el del grupo de marketing deportivo Advantage International.: 45  Después de los Juegos Olímpicos, Blair se trasladó a Milwaukee, Wisconsin, para entrenar en el recién inaugurado Pettit International Ice Center.: 45 

### Olimpiadas finales (1993-1994)
En 1986, el Comité Olímpico Internacional votó a favor de celebrar los Juegos Olímpicos de Invierno y los de Verano en ciclos alternos de cuatro años. Así, los siguientes Juegos de Invierno se celebrarían en febrero de 1994. El intento de competir en su cuarta Olimpiada no estuvo exento de dificultades; la temporada de 1993 fue mediocre para Blair. En los Campeonatos del Mundo de velocidad de 1993, Blair no ganó ninguna de sus cuatro carreras y terminó por detrás de su rival Ye Qiabo. Blair sintió que había perdido su rapidez y, tras no poder rectificar el problema con su entrenador Peter Mueller, cambió a Nick Thometz. En las pruebas de pista larga de los Juegos Olímpicos de 1994, celebradas en el Pettit National Ice Center, Blair batió récords de pista en la primera ronda de los 500 metros y los 1.000 metros.
Los Juegos Olímpicos de Invierno de 1994 en Lillehammer, Noruega, fueron otro éxito para Blair: Volvió a ganar el oro en las carreras de 500 metros (tiempo 39,25) y 1.000 metros (tiempo 1:18,74) Blair terminó 0,36 segundos por delante del segundo mejor tiempo en los 500 metros. Su margen de 1,38 segundos en la carrera de 1.000 metros es el mayor margen de victoria de la historia de la prueba. El éxito de Blair en Lillehammer la situó entre las deportistas olímpicas estadounidenses más laureadas de todos los tiempos. Se convirtió en la primera mujer estadounidense en ganar cinco medallas olímpicas de oro y en la primera olímpica de invierno estadounidense en ganar seis medallas en su carrera. Además de las carreras de 500 y 1.000 metros, Blair también compitió en la distancia de 1.500 metros y se quedó fuera del podio con un cuarto puesto. En la rueda de prensa posterior a la carrera, Blair confirmó que Lillehammer serían sus últimos Juegos Olímpicos.

## Palmarés internacional
| Juegos Olímpicos                      | Juegos Olímpicos            | Juegos Olímpicos  | Juegos Olímpicos      |
| Año                                   | Lugar                       | Medalla           | Prueba                |
| ------------------------------------- | --------------------------- | ----------------- | --------------------- |
| 1988                                  | Calgary (Canadá)            | Medalla de oro    | 500 m                 |
| 1988                                  | Calgary (Canadá)            | Medalla de bronce | 1000 m                |
| 1992                                  | Albertville (Francia)       | Medalla de oro    | 500 m                 |
| 1992                                  | Albertville (Francia)       | Medalla de oro    | 1000 m                |
| 1994                                  | Lillehammer (Noruega)       | Medalla de oro    | 500 m                 |
| 1994                                  | Lillehammer (Noruega)       | Medalla de oro    | 1000 m                |
| Campeonato Mundial en Distancia Corta |                             |                   |                       |
| Año                                   | Lugar                       | Medalla           | Prueba                |
| 1986                                  | Karuizawa (Japón)           | Medalla de bronce | Clasificación general |
| 1987                                  | Sainte-Foy (Canadá)         | Medalla de plata  | Clasificación general |
| 1988                                  | West Allis (Estados Unidos) | Medalla de bronce | Clasificación general |
| 1989                                  | Heerenveen (Países Bajos)   | Medalla de oro    | Clasificación general |
| 1990                                  | Tromsø (Noruega)            | Medalla de plata  | Clasificación general |
| 1992                                  | Oslo (Noruega)              | Medalla de plata  | Clasificación general |
| 1993                                  | Ikaho (Japón)               | Medalla de plata  | Clasificación general |
| 1994                                  | Calgary (Canadá)            | Medalla de oro    | Clasificación general |
| 1995                                  | Milwaukee (Estados Unidos)  | Medalla de oro    | Clasificación general |